# Cribbage
Cribbage is een van oorsprong Engels kaartspel dat in Engeland veel in pubs gespeeld wordt. Dit is vooral te merken aan de etiquette van het spel. Ook in het noorden van Noord-Amerika (Alaska, Canada en de noordelijke staten van de V.S.) geniet het spel populariteit.
Het spel is bedoeld voor twee spelers maar is gemakkelijk aan te passen voor vier en eventueel voor drie spelers. Men heeft uiteraard een spel kaarten nodig (zonder jokers) en een cribbagebord.

## Cribbage voor twee spelers
Het doel is als eerste 121 punten of meer te behalen, dat is twee keer het bord rond wanneer gespeeld wordt op een traditioneel Engels bord (met 60 gaatjes per baan). Hiervoor worden meerdere handen gespeeld. De score wordt met behulp van pinnen (pegs) bijgehouden op het bord. Beide spelers gebruiken twee pinnen zodat niet alleen de actuele score maar ook de hoogte van de laatst bijgetelde score zichtbaar is.
De eerste gever wordt bepaald door het spel te splitsen en de bovenste kaart te draaien. Als beide spelers gelijk draaien wordt dit herhaald. Plaatjes (J, Q, K) gelden als tien. De speler die de laagste kaart draait is de gever. De kaarten worden door de gever geschud en door de niet-gever gecoupeerd. De gever geeft de ander en zichzelf zes kaarten en legt de rest van de stapel gedekt opzij. Beide spelers kiezen twee kaarten uit hun hand om in de 'crib' te leggen. De 'crib' bestaat uit vier kaarten die de gever aan het eind van de speelronde mee mag tellen voor zijn eigen puntentotaal. Voordat het spel begint splitst de niet-gever nogmaals de kaarten en draait de gever de bovenste kaart om. Dit is de 'startkaart' die tijdens het spel niet van belang is maar wel bij de handtelling. Als de startkaart een boer is heeft de gever onmiddellijk 2 punten, wat ook wel 'two for his heels' (twee voor zijn hielen) genoemd wordt.
Nu worden de kaarten om de beurt gespeeld waarbij de niet-gever begint. De totale waarde van de kaarten mag niet boven de eenendertig komen (10, J, Q en K zijn 10 punten, A is 1 punt en de overige kaarten zijn eigen waarde). Het doel tijdens het spelen van de kaarten is combinaties te maken voor punten die dan onmiddellijk worden bijgeteld op het bord. Tijdens het spel dienen de gemaakte punten hardop genoemd te worden, indien geen punten gescoord worden geeft de speler die de kaart speelt het puntentotaal dat op tafel is komen te liggen.
De volgende combinaties leveren punten op:
- 15: Als de door jou gespeelde kaart het totaal op 15 punten brengt, noteer je 2 punten.
- 31: Ook wanneer je het totaal op 31 punten brengt, noteer je 2 punten.
- Paar: Als je een kaart neerlegt die gelijk is aan de vorige, noteer je 2 punten voor een paar. Alleen twee dezelfde kaarten tellen als paar, een 10 en een K zijn dus geen paar hoewel ze dezelfde waarde hebben.
- Paar Royal: Voor drie gelijke kaarten noteer je 6 punten. Let wel, deze moeten achtereenvolgens gespeeld worden.
- Dubbel Paar Royal: Voor vier gelijke kaarten noteer je 12 punten. Net als bij een Paar Royal moeten alle vier de kaarten achtereenvolgens gespeeld worden.
- Straat: Een straat (opeenvolgende kaarten) van drie of meer kaarten levert een gelijk aantal punten op. De volgorde van de kaarten is A, 2, 3, 4, 5, 6, 7, 8, 9, 10, J, Q, K . Deze hoeven echter niet in volgorde gespeeld te worden als ze maar achter elkaar gelegd worden. Bijvoorbeeld: wanneer speler 1 een K neerlegt, speler 2 een J en speler 1 vervolgens een Q, dan heeft speler 1 daarmee de straat J-Q-K afgemaakt en krijgt hij daarvoor dus 3 punten. Ook kan tijdens het spelen een straat meerdere keren geteld worden doordat men er een kaart bij aanlegt en hem zodoende langer maakt. Hierbij mag het totaal van de kaarten nooit de 31 overschrijden.
- Laatste kaart: Als een speler een kaart moet spelen waarmee de gespeelde serie boven de 31 komt, moet hij "Go" zeggen, en mag de andere speler verdergaan. Kan deze ook geen kaart spelen zonder boven de 31 te komen, dan roept ook hij "Go". Degene die de laatste kaart heeft gespeeld krijgt een extra punt voor het spelen van de laatste kaart.

Als er na de laatste kaart nog kaarten over zijn om te spelen, wordt de telling opnieuw gestart. Het is aan degene die niet de laatste kaart heeft gelegd te beginnen. Let op, eventuele combinaties lopen niet door wanneer er een nieuwe telling begint, er kan dus geen straat of paar gemaakt worden met de laatste kaarten van de vorige telling.
Wanneer alle kaarten gespeeld zijn worden ze teruggenomen. Nu worden de punten van de eigen hand geteld waarbij ook de startkaart wordt meegenomen voor het maken van combinaties. Bovendien mogen de kaarten meerdere malen gebruikt worden voor het maken van combinaties. De niet-gever begint met tellen. Vervolgens telt de gever de punten in zijn eigen hand en de punten die in de 'crib' zitten. Met de volgende combinaties krijgt men punten:
- 15: Voor iedere combinatie die op 15 punten komt, noteer je 2 punten. Bijvoorbeeld: Heeft men twee zessen en 1 negen, dan kan men twee combinaties van 15 maken.
- Paar: Voor een paar noteer je 2 punten. Wanneer je drie dezelfde hebt (een Paar Royal) zijn dat drie verschillende paren en noteer je dus 6 punten en bij vier dezelfde worden dus 12 punten genoteerd.
- Straat: Een straat van drie of meer kaarten levert een gelijk aantal punten op. Je mag bij een straat niet van vier opeenvolgende kaarten twee straten van drie maken (en dus 6 punten noteren). Een straat van vier is gewoon 4 punten. Het aantal kaarten wat de straat maakt, is het aantal punten.
- Flush: Als je vier kaarten in je hand hebt van dezelfde kleur (vier klaveren, vier harten enz.), noteer je vier punten. Dit geldt alleen voor de eigen kaarten, de startkaart mag niet meegeteld worden. Indien de startkaart echter van dezelfde kleur is als de flush in je hand noteer je hiervoor wel een extra punt, wat het totaal op 5 brengt. In de 'crib' telt een flush uitsluitend als ook de startkaart van dezelfde kleur is, daarvoor noteer je dan 5 punten.
- One For His Nob' (Een voor zijn hoofd): Als je een boer hebt van dezelfde kleur als de startkaart, noteer je hiervoor 1 punt.

Nadat de punten geteld zijn neemt de niet-gever de kaarten en geeft hij de nieuwe ronde. Dit gaat net zo lang door totdat iemand boven de 121 komt. Dit kan op ieder moment in het spel gebeuren en dan is het spel ook direct afgelopen.
Wanneer er 'serieus' gespeeld wordt kan men nog een officiële regel invoeren, namelijk: 'muggins'. Deze regel stelt dat wanneer de tegenstander zijn punten heeft genoemd en op het bord heeft bijgeteld, en daarbij een aantal punten is vergeten te noemen, je hem 'muggins' (sufferd) kan noemen en vervolgens de punten voor jezelf kunt tellen.
- Variant: elke speler heeft ieder spel één keer de mogelijkheid om te kniebelen. Hierbij worden door alle spelers geen kaarten in de crib gelegd, maar speelt iedereen met een volledige hand kaarten. De crib wordt gevormd met vier kaarten van de stapel.

## Cribbage voor vier spelers
Deze variant is gelijk aan die voor twee spelers maar nu wordt in paren gespeeld. De partners zitten tegenover elkaar en een van de twee wordt aangewezen om de punten bij te houden op het bord. De spelers krijgen nu echter vijf in plaats van zes kaarten en moeten nu allen één kaart afleggen waardoor de 'crib' toch op vier kaarten komt.
Tijdens het spel mogen partners elkaar helpen met het bijhouden van de score en samenwerken om hun score te verbeteren. Ze mogen echter niet openlijk communiceren over elkaars hand of de te spelen kaarten.

## Cribbage voor drie spelers
Voor deze variant is een speciaal bord nodig waar de scores van alle drie de spelers op bijgehouden kunnen worden. Een tweede gewoon bord werkt ook prima uiteraard. Verder zijn de regels weer gelijk alleen krijgen ook hier alle spelers 5 kaarten in plaats van 6. Daarnaast plaatst de gever direct één kaart van de stapel in de 'crib', vervolgens leggen de drie spelers een van hun kaarten in de 'crib' waardoor het totaal weer op 4 komt. De speler links van de gever splitst de kaarten voor het draaien van de startkaart en hij is ook degene die de eerste kaart speelt. Verder speelt iedere speler in principe voor zichzelf hoewel de twee spelers met de laagste score natuurlijk wel kunnen besluiten samen te werken tegen de speler met de hoogste score.